# Loving (2016)
Loving ist ein britisch-amerikanischer Spielfilm des Regisseurs Jeff Nichols, der auch für das Drehbuch verantwortlich zeichnete. Der Film behandelt die wahre Geschichte von Richard und Mildred Loving, die 1967 im Fall Loving v. Virginia einen Rechtsstreit vor dem obersten Bundesgericht gewannen, der vorherige Gesetze gegen Mischehen außer Kraft setzte. Die Hauptrollen des Ehepaares Loving übernahmen die Schauspieler Joel Edgerton und Ruth Negga.
Der Film feierte seine Premiere beim Cannes Filmfestival 2016, wo er im internationalen Wettbewerb lief. Am 4. November 2016 startete der Film in den US-amerikanischen Kinos. In Deutschland kam er am 15. Juni 2017 in die Kinos.

## Handlung
Die Schwarze Mildred Jeter und der Weiße Richard Loving leben 1958 nördlich von Richmond, Virginia. Mildred wird schwanger und das Paar entschließt sich zur Heirat. Dazu reisen sie nach Washington, D.C., wo die Hochzeit legal ist, aber bei ihrer Rückkehr nach Virginia werden sie vom Sheriff verhaftet, nachdem dieser einen anonymen Hinweis bekommen hatte. Sie werden unter Anklage gestellt, da nach dem geltenden Gesetz Mischehen in Virginia verboten sind. Um nur eine Bewährungsstrafe zu bekommen, plädieren die Lovings auf Anraten ihres Anwalts auf „schuldig“, doch müssen sie Virginia unter der Auflage verlassen, in den nächsten 25 Jahren nicht wieder als Ehepaar einzureisen. Sie kommen bei Bekannten in Washington unter. Um ihr erstes Kind von Richards Mutter, einer Hebamme, entbinden zu lassen, kehren sie heimlich nach Virginia zurück. Nach der Geburt werden sie aber wieder verhaftet, und nur weil ihr Anwalt die Schuld auf sich nimmt, da er sie falsch beraten habe, lässt der Richter sie auf freiem Fuß.
Nach einigen Jahren – das Paar hat inzwischen drei Kinder –, als Mildred zunehmend unter der Zwangstrennung von ihren noch in Virginia lebenden Verwandten leidet, schreibt sie an den amerikanischen Generalbundesanwalt Robert F. Kennedy, der den Fall an die American Civil Liberties Union (ACLU) verweist. Ein Anwalt der ACLU schlägt den Lovings vor, dass sie sich wieder in Virginia verhaften lassen sollen, damit man gegen ein entsprechendes Urteil Berufung vor einem Bundesgericht einlegen könnte, worauf sie aber nicht eingehen. Mildred sehnt sich aber nach dem Landleben, und als einer der Söhne von einem Auto angefahren und leicht verletzt wird, packt Mildred die Koffer und die Lovings ziehen in ein abgelegenes Haus in Virginia. Dort sind sie ständig auf der Hut, nicht entdeckt zu werden. Mildred nimmt wieder Kontakt zu dem Anwalt auf. Diesmal stimmt das Ehepaar zu, ihren Fall vor Gericht zu bringen, um bei einer erwarteten Niederlage Verfassungsklage beim Obersten Gerichtshof einzureichen. Da die Anwälte eine öffentliche Berichterstattung für vorteilhaft erachten, erlauben sie sogar, dass Life-Fotoreporter Grey Villet sehr private Bilder von ihnen macht. Nach der Veröffentlichung wird Richard auf der Arbeitsstelle anonym bedroht. Es kommt tatsächlich zum Verfahren vor dem obersten Gerichtshof. Die Lovings entscheiden, persönlich nicht anwesend zu sein. Auf die Frage des Anwalts, ob er dem Richter etwas ausrichten solle, antwortet Richard, ja, dass er seine Frau liebe. Das Gericht entscheidet am 12. Juni 1967 in seinem Urteil Loving v. Virginia, dass jegliches Verbot von rassenübergreifender Heirat gegen die Verfassung der Vereinigten Staaten verstoße. Richard beginnt, das Haus für seine Familie auf dem Grundstück zu bauen, das er vor der Heirat gekauft hat.

## Rezeption

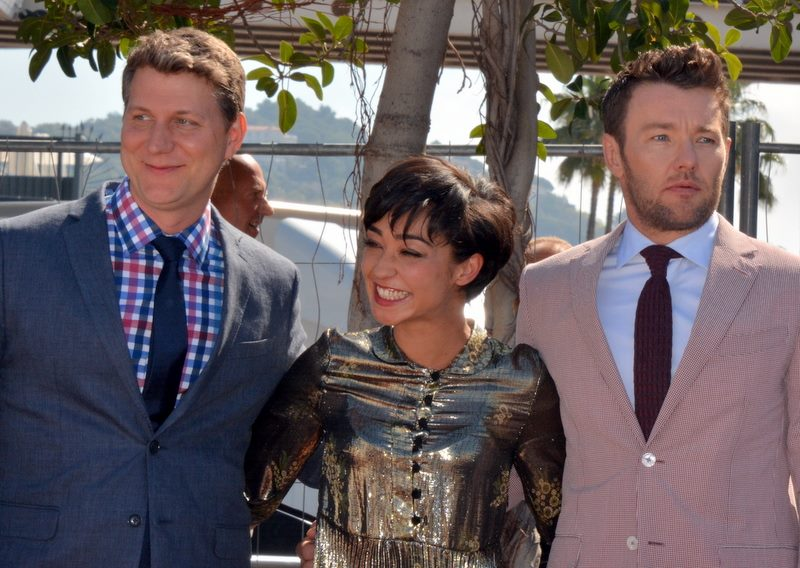
Jeff Nichols, Ruth Negga und Joel Edgerton beim Cannes Filmfestival 2016

Der Film wurde von der Kritik positiv aufgenommen. So weist Rotten Tomatoes auf Basis von 208 Kritikern 89 % positive Kritiken mit einer Durchschnittswertung von 7,6 von 10 Punkten aus. Metacritic weist auf Basis von 46 Kritikern einen Metascore von 79 Punkten aus.
Christoph Petersen resümiert auf Filmstarts: „Jeff Nichols verzichtet konsequent auf die üblichen Stilmittel des Bürgerrechtskinos und schafft gerade deshalb ein besonders nachhaltiges und berührendes, zutiefst menschliches Werk.“

## Auszeichnungen (Auswahl)
- Santa Barbara International Film Festival 2017: Virtuoso Award für Ruth Negga
- Golden Globe Awards 2017: Nominierungen in den Kategorien Bester Hauptdarsteller – Drama (Edgerton) und Beste Hauptdarstellerin – Drama (Negga)
- Oscarverleihung 2017: Nominierung in der Kategorie Beste Hauptdarstellerin
- Auszeichnung mit dem Black Reel Award im Jahr 2017 für Ruth Negga in der Kategorie Outstanding Actress